# كلير ستون
كلير ستون هي ممثلة كندية، ولدت في 1992 بتورونتو في كندا.

## أعمال

### أفلام
- (2009) السيد لا أحد[1][2]

## وصلات خارجية
- كلير ستون على موقع IMDb (الإنجليزية)
- كلير ستون على موقع قاعدة بيانات الفيلم (الإنجليزية)